# Ilija Bozoljac
Ilija Bozoljac (en alphabet cyrillique serbe : Илија Бозољац ; en alphabet latin serbe : Ilija Bozoljac), né le 2 août 1985 à Aleksandrovac (Yougoslavie, actuelle Serbie), est un joueur de tennis serbe, professionnel de 2002 à 2018.
Son meilleur classement en simple est 101e mondial, place obtenue le 29 janvier 2007.
Membre de l'équipe de Coupe Davis de Serbie, où il joue souvent le match de double avec Nenad Zimonjić, il dispute la finale de la compétition en 2013, perdue 3 à 2 face à la Tchéquie.

## Carrière
En 2012, il a joué le match de double du quart de finale de Coupe Davis contre les Tchèques. Il a également joué en Coupe Davis en 2003, 2006 (double des barrages, perdu face à Federer), 2007, 2009 (simple sans enjeu lors des barrages), 2011 (double du 1er tour, gagné) et 2012.
En 2008, il rate les deux balles de match qui l'auraient envoyé en 1/16 de finale de Wimbledon contre Marc Gicquel, après avoir mené 2 sets à 0.
Il a remporté 4 tournois Challenger en simple (Donetsk en 2006, Ljubljana et Banja Luka en 2008 et Calcutta en 2014) et 9 en double (Belgrade en 2003, Nashville en 2005, Sarajevo en 2006, Miami et Calabasas en 2008, Belgrade, Rabat et Marrakech en 2010 et Sarasota en 2013).

## Palmarès

### Titre en simple
Aucun

### Finale en simple
Aucune

### Titre en double
Aucun

### Finale en double
Aucune

## Parcours dans les tournois duGrand Chelem

### En simple
| Année | Open d'Australie | Open d'Australie | Internationaux de France | Internationaux de France | Wimbledon      | Wimbledon     | US Open | US Open |
| ----- | ---------------- | ---------------- | ------------------------ | ------------------------ | -------------- | ------------- | ------- | ------- |
| 2006  | —                | —                | 2e tour (1/32)           | Tommy Robredo            | —              | —             | —       | —       |
| 2007  | 2e tour (1/32)   | Tommy Haas       | —                        | —                        | —              | —             | —       | —       |
| 2008  | —                | —                | —                        | —                        | 2e tour (1/32) | Marc Gicquel  | —       | —       |
| 2009  | —                | —                | 1er tour (1/64)          | Nicolas Kiefer           | —              | —             | —       | —       |
| 2010  | —                | —                | —                        | —                        | 2e tour (1/32) | Roger Federer | —       | —       |

N.B. : à droite du résultat se trouve le nom de l'ultime adversaire.

### En double
| Année | Open d'Australie | Open d'Australie | Internationaux de France | Internationaux de France | Wimbledon                     | Wimbledon                | US Open | US Open |
| ----- | ---------------- | ---------------- | ------------------------ | ------------------------ | ----------------------------- | ------------------------ | ------- | ------- |
| 2007  | —                | —                | —                        | —                        | 1er tour (1/32) Dick Norman   | J. Auckland Stephen Huss | —       | —       |
| 2008  | —                | —                | —                        | —                        | —                             | —                        | —       | —       |
| 2009  | —                | —                | —                        | —                        | —                             | —                        | —       | —       |
| 2010  | —                | —                | —                        | —                        | 1er tour (1/32) Harsh Mankad  | J. I. Chela E. Schwank   | —       | —       |
| 2017  | —                | —                | —                        | —                        | 2e tour (1/16) F. Cipolla     | O. Marach Mate Pavić     | —       | —       |
| 2018  | —                | —                | —                        | —                        | 1er tour (1/32) Damir Džumhur | Ken Skupski Neal Skupski |         |         |

N.B. : le nom du partenaire se trouve sous le résultat ; le nom des ultimes adversaires se trouve à droite.